# Desmodium saxatile
Desmodium saxatile är en ärtväxtart som först beskrevs av Conrad Vernon Morton, och fick sitt nu gällande namn av Bernice Giduz Schubert och Mcvaugh. Desmodium saxatile ingår i släktet Desmodium och familjen ärtväxter. Inga underarter finns listade i Catalogue of Life.